# Босенс
Босе́нс (фр. Beaucens, окс. Beucens) — коммуна во Франции, находится в регионе Юг — Пиренеи. Департамент — Верхние Пиренеи. Входит в состав кантона Аржелес-Газост. Округ коммуны — Аржелес-Газост.
Код INSEE коммуны — 65077.

## География
Коммуна расположена приблизительно в 680 км к югу от Парижа, в 145 км юго-западнее Тулузы, в 31 км к югу от Тарба.
На западе коммуны протекает река Гав-де-По.

## Климат
Климат умеренно-океанический с солнечной тёплой погодой и обильными осадками на протяжении практически всего года.

## Население
Население коммуны на 2010 год составляло 422 человека.
| 1962 | 1968 | 1975 | 1982 | 1990 | 1999 | 2010 |
| ---- | ---- | ---- | ---- | ---- | ---- | ---- |
| 260  | 247  | 244  | 249  | 309  | 350  | 422  |

## Администрация
| Период | Период | Фамилия        | Партия | Примечания |
| ------ | ------ | -------------- | ------ | ---------- |
| ?      | 1995   | Андре Дюказа   |        |            |
| 1995   | 2001   | Клод Вьель     |        |            |
| 2001   | 2008   | Моник Аррод    |        |            |
| 2008   | 2008   | Клод Ба        |        |            |
| 2008   | 2020   | Стефани Лакост |        |            |

## Экономика
В 2010 году среди 263 человек трудоспособного возраста (15-64 лет) 203 были экономически активными, 60 — неактивными (показатель активности — 77,2 %, в 1999 году было 73,9 %). Из 203 активных жителей работали 193 человека (95 мужчин и 98 женщин), безработных было 10 (5 мужчин и 5 женщин). Среди 60 неактивных 17 человек были учениками или студентами, 29 — пенсионерами, 14 были неактивными по другим причинам.

## Достопримечательности
- Церковь Св. Винсента
- Руины замка Босенс[фр.] (XIV век). Исторический памятник с 1927 года[4]
- Усадьба Коит (XIV век). Исторический памятник с 1998 года[5]

## Фотогалерея
- Босенс
- Башни замка Босенс
- Замок Босенс
- Карта коммуны